# ليلة تانياماغاهارا
ليلة تانياماغاهارا (باليابانية: 種山ヶ原の夜) هو فيلم أنمي قصير أخرجه كازو أوغا، وقصة الفيلم تدور حول مزارعين يقضون الليل عند هذه الهضبة منتظرين طلوع الفجر ليقوموا بحصد العشب والزرع ويتحدثون في امور مختلفة أثناء ليلتهم وتدور الأحداث.

## وصلات خارجية
- ليلة تانياماغاهارا على موقع IMDb (الإنجليزية)
- ليلة تانياماغاهارا على موقع فيلمافينيتي (الإسبانية)
- ليلة تانياماغاهارا على موقع قاعدة بيانات الفيلم (الإنجليزية)
- ليلة تانياماغاهارا على موقع ليتربوكسد (الإنجليزية)
- ليلة تانياماغاهارا على موقع كينوبويسك (الروسية)
- ليلة تانياماغاهارا على موقع ANN anime (الإنجليزية)